# Везер (холмы)
Везерские горы (нем. Wesergebirge), также называемые Везерской цепью (нем. Weserkette) — невысокая цепь холмов высотой до 336 м над уровнем моря на Везерской возвышенности в регионах Северный Рейн-Вестфалия и Нижняя Саксония. Густо поросший лесом Везерский хребет является одним из северных останцов Центрального нагорья Германии на южной окраине Северогерманской равнины и является частью природного парка TERRA.vita на западе и природного парка «Везер-Нагорье Шаумбург-Хамельн» на востоке.
Везерские горы широко известны благодаря замку Шаумбург, который стоит на Нессельберг (около 225 м) недалеко от Шаумбурга (восточная часть Ринтельна) и является достопримечательностью региона Шаумбург.
Густой лесной массив Везер является одним из северных предгорий немецкого низкогорного хребта на южной окраине Северогерманской низменности и занят природным парком TERRA.vita на западе и природным парком Везербергланд Шаумбург-Хамельн на востоке.

## Достопримечательности
Достопримечательности Везерских гор включают:
- Замок Шаумбург на горе Нессельберге (около 225 м) к востоку от Ринтельна.
- Замок Пашенбург (около 336 м) на одноимённой горе недалеко от Шаумбурга с видом на долину Везер.
- Замок Аренсбург (около 130 м)[3] расположен на перевале Штайнбергер в горах Везер между Бухгольцем и Ринтельн-Штайнбергеном, и его нельзя посетить.
- Шахта для посетителей Кляйненбремен расположена в Кляйненбремене на северном склоне Везерских гор.
- Телекоммуникационная башня Якобсберг со смотровой площадкой в Хаусберге. В основании башни находится мемориальная комната Бисмарка.